# Димитър Дачев
Димитър Ангелов Дачев е български минен инженер и политик от БКП.

## Биография
Роден е на 25 септември 1934 г. в пазарджишкото село Калугерово. Като студент секретар на Дружествения комитет на ДКМС и сътрудник на районен комитет на същата организация. Завършва минно инженерство, а след това  работа последователно като главен инженер в ДМП "В. Коларов," с. Крумово и началник на рудник в ДМП "Устрем," с. Устрем. В периода 1963-1969 е главен инженер и зам. директор на „Панагюрски мини“. В края на 60-те и началото на 70-те е директор на Меднообогатителния комбинат „Медет“ (днес Асарел-Медет.) От 1971 до 1972 г. е кандидат-член на Бюрото на Окръжния комитет на БКП в Панагюрище, а от 1972 до 1977 г. е първи секретар на Окръжния комитет на БКП в Пазарджик. В периода 1977 – 1991 е първи заместник-министър на металургията и минералните ресурси, първи зам. председател на Държавния комитет за планиране и началник управление в Министерство на икономиката и ппланирането. От 2 април 1976 до 19 декември 1977 г. е кандидат-член на ЦК на БКП, а от 19 декември 1977 до 1990 г. е член на ЦК на БКП.